# Veresdale
Veresdale är en ort i Australien. Den ligger i kommunen Logan och delstaten Queensland, omkring 50 kilometer söder om delstatshuvudstaden Brisbane.
Runt Veresdale är det glesbefolkat, med 10 invånare per kvadratkilometer.. Närmaste större samhälle är Cedar Vale, nära Veresdale.
I omgivningarna runt Veresdale växer huvudsakligen savannskog. Genomsnittlig årsnederbörd är 1 424 millimeter. Den regnigaste månaden är januari, med i genomsnitt 275 mm nederbörd, och den torraste är oktober, med 21 mm nederbörd.